# Trzciel
Trzciel là một thị trấn thuộc huyện Międzyrzecki, tỉnh Lubuskie ở tây Ba Lan. Thị trấn có diện tích 3 km². Đến ngày 1 tháng 1 năm 2011, dân số của thị trấn là 2318 người và mật độ 763 người/km².